# Florian Opahle
Florian Opahle, né en 1983 à Rosenheim (Allemagne), est un guitariste, producteur et compositeur allemand.

## Biographie
Florian Opahle est connu pour son travail avec l'artiste de rock progressif Ian Anderson du groupe Jethro Tull, avec qui il a joué à partie de 2003. À partir de 2017, il fait partie du nouveau line-up de Jethro Tull.